# Béryl Gastaldello
Béryl Gastaldello (Marsiglia, 16 febbraio 1995) è una nuotatrice francese, nipote e figlia delle anch'esse nuotatrici olimpiche Amélie Mirkowitch e Véronique Jardin.

## Carriera
Specializzata nello stile libero, ha vinto un oro mondiale in vasca corta e sei ori europei (tre in vasca lunga e tre in vasca corta).

## Palmarès
- Mondiali

Gwangju 2019: bronzo nella 4×100m sl mista.
Singapore 2025: bronzo nella 4x100m sl mista.
- Mondiali in vasca corta

Abu Dhabi 2021: argento nei 100m misti.
Melbourne 2022: oro nella 4×50m sl mista, argento nei 100m misti.
Budapest 2024: argento nei 100m sl e nei 50m farfalla, bronzo nei 100m misti.
- Europei

Glasgow 2018: oro nella 4×100m sl e nella 4×100m sl mista.
Roma 2022: oro nella 4×100m sl mista, argento nella 4×100m misti.
- Europei in vasca corta:

Chartres 2012: oro nella 4×50m sl mista, bronzo nella 4×50m misti.
Glasgow 2019: oro nella 4×50m sl, argento nei 100m sl, nei 50m dorso e nei 50m farfalla, bronzo nella 4×50m sl mista.
Otopeni 2023: oro nei 100m sl, argento nei 50m sl, nei 100m misti e nella 4x50m misti mista, bronzo nella 4x50m sl mista.
- Giochi del Mediterraneo

Mersin 2013: oro nella 4×100m sl e bronzo nei 100m farfalla.
- Europei giovanili

Helsinki 2010: bronzo nei 50m sl e nella 4×100m sl.

## International Swimming League
| Stagione 2019 | Stagione 2020 | Stagione 2021 |
| ------------- | ------------- | ------------- |
| LA Current    | LA Current    | LA Current    |